# Thelepus extensus
Thelepus extensus är en ringmaskart som beskrevs av Anne D. Hutchings och Glasby 1987. Thelepus extensus ingår i släktet Thelepus och familjen Terebellidae.
Artens utbredningsområde är havet kring Nya Zeeland. Inga underarter finns listade i Catalogue of Life.